# NGC 5012
NGC 5012 est une galaxie spirale barrée située dans la constellation de la Chevelure de Bérénice. Sa vitesse par rapport au fond diffus cosmologique est de 2 883 ± 19 km/s, ce qui correspond à une distance de Hubble de 42,5 ± 3,0 Mpc (∼139 millions d'al). NGC 5012 a été découverte par l'astronome germano-britannique William Herschel en 1785.
La classe de luminosité de NGC 5012 est III et elle présente une large raie HI. De plus, c'est une galaxie LINER, c'est-à-dire une galaxie dont le noyau présente un spectre d'émission caractérisé par de larges raies d'atomes faiblement ionisés.
En raison d'une brillance de surface égale à 14,03 mag/am2, on peut qualifier NGC 5012 de galaxie à faible brillance de surface (LSB en anglais pour low surface brightness). Les galaxies LSB sont des galaxies diffuses (D) avec une brillance de surface inférieure de moins d'une magnitude à celle du ciel nocturne ambiant.
À ce jour, 17 mesures non basées sur le décalage vers le rouge (redshift) donnent une distance de 37,447 ± 5,339 Mpc (∼122 millions d'al), ce qui est à l'intérieur des valeurs de la distance de Hubble. Notons cependant que c'est avec la valeur moyenne des mesures indépendantes, lorsqu'elles existent, que la base de données NASA/IPAC calcule le diamètre d'une galaxie et qu'en conséquence le diamètre de NGC 5012 pourrait être d'environ 36,2 kpc (∼118 000 al) si on utilisait la distance de Hubble pour le calculer.

## Supernova
La supernova SN 1997eg a été découverte le 4 décembre 1997 dans NGC 5012 par l'astronome amateur japonais Masakatsu Aoki. Cette supernova était de type IIn.

## Groupe de NGC 5012
NGC 5012 est la plus grosse et la plus brillante galaxie d'un trio. Les deux autres galaxies du groupe de NGC 5012 sont NGC 5016 et UGC 8290.